# Diocesi di Celerina
La diocesi di Celerina (in latino Dioecesis Celerinensis) è una sede soppressa e sede titolare della Chiesa cattolica.

## Storia
Celerina, forse identificabile con Guebeur-Bou-Aoun nell'odierna Algeria, è un'antica sede episcopale della provincia romana di Numidia.
Un solo vescovo è noto di questa antica diocesi. Alla conferenza di Cartagine del 411, che vide riuniti assieme i vescovi cattolici e donatisti dell'Africa, prese parte il vescovo Donato episcopus plebis Celerinensis, senza competitore cattolico.
Secondo Jaubert, Celerina fa riferimento all'omonima famiglia romana, che avrebbe istituito un vescovato nelle sue proprietà in Numidia.
Dal 1933 Celerina è annoverata tra le sedi vescovili titolari della Chiesa cattolica; dall'8 aprile 2006 il vescovo titolare è Athanasius Schneider, O.R.C., vescovo ausiliare di Maria Santissima in Astana.

## Cronotassi

### Vescovi
- Donato † (menzionato nel 411) (vescovo donatista)

### Vescovi titolari
- Georges-Louis Mercier, M.Afr. † (21 giugno 1948 - 14 settembre 1955 nominato vescovo di Laghouat)
- Luís Victor Sartori † (10 gennaio 1956 - 14 settembre 1960 succeduto vescovo di Santa Maria)
- Karl Gnädinger † (5 novembre 1960 - 12 marzo 1995 deceduto)
- Marko Sopi † (2 novembre 1995 - 11 gennaio 2006 deceduto)
- Athanasius Schneider, O.R.C., dall'8 aprile 2006